# 総頸動脈
総頸動脈（そうけいどうみゃく、英: Common carotid artery）は、心臓からつながる大動脈弓から左右両側の頸部に分岐する動脈。

## 概要
心臓からつながる大動脈弓は、右から腕頭動脈、左総頸動脈、左鎖骨下動脈に分岐する。さらに腕頭動脈は右総頸動脈と左鎖骨下動脈に分岐する。
左右両側にある総頸動脈は、下顎角の下あたり（通常は下骨大角の後端後方）の高さで外頸動脈と内頸動脈に分かれる（頸動脈分岐部という）。内頸動脈起始部には頸動脈洞があり外見上は膨らんでいて血圧調節に関与している。また、総頚動脈の分岐部の後側には化学受容器である頸動脈小体がある。